# 阿末韩查
阿末韩查（1948年9月27日—），马来西亚政治人物，为巫统党员。从2008年马来西亚大选至2022年代表国民阵线当选为马六甲野新的国会议员。2018年马来西亚第十四届大选，他第三度在该议席中胜选。2020年至2021年，他在慕尤丁内阁中担任农业及食品工业部第一副部长。